# Greg Cunningham
Gregory Richard Cunningham (Carnmore, Irlanda, 31 de enero de 1991) es un futbolista irlandés que juega de defensa en el Galway United F. C. de la Premier Division de la Liga de Irlanda. 

## Selección nacional
Ha sido internacional con la selección de fútbol de Irlanda y ha jugado 4 partidos internacionales.

## Clubes
| Club                             | País       | Año       |
| -------------------------------- | ---------- | --------- |
| Manchester City F. C.            | Inglaterra | 2010-2012 |
| Leicester City F. C. (cedido)    | Inglaterra | 2010-2011 |
| Nottingham Forest F. C. (cedido) | Inglaterra | 2011-2012 |
| Bristol City F. C.               | Inglaterra | 2012-2015 |
| Preston North End F. C.          | Inglaterra | 2015-2018 |
| Cardiff City F. C.               | Gales      | 2018-2021 |
| Blackburn Rovers F. C. (cedido)  | Inglaterra | 2019-2020 |
| Preston North End F. C. (cedido) | Inglaterra | 2021      |
| Preston North End F. C.          | Inglaterra | 2021-2024 |
| Galway United F. C.              | Irlanda    | 2024-     |